# Dave Mackay
David Craig Mackay (14 de novembre de 1934 - 2 de març de 2015) fou un futbolista escocès de la dècada de 1960.
Fou internacional amb la selecció d'Escòcia amb la qual participà en la Copa del Món de futbol de 1958. Pel que fa a clubs, defensà els colors de Heart of Midlothian, Tottenham Hotspur FC i Derby County FC.
Posteriorment fou entrenador a Swindon Town, Nottingham Forest FC o Derby County FC, entre d'altres.